# 张汉青
张汉青（1931年11月—），男，汉族，广东揭阳人，中华人民共和国政治人物，曾任中共广州市委副书记，广东省人大常委会副主任，第八、九届全国人大代表。